# Mistrovství světa ve fotbale žen do 17 let 2010
Mistrovství světa ve fotbale žen do 17 let 2010 bylo druhým ročníkem tohoto turnaje. Vítězem se stala jihokorejská ženská fotbalová reprezentace do 17 let.

## Kvalifikované týmy
| Konfederace | Kvalifikační turnaj                                     | Kvalifikováni                       |
| ----------- | ------------------------------------------------------- | ----------------------------------- |
| AFC         | Mistrovství Asie ve fotbale do 16 let žen 2009          | Severní Korea Jižní Korea Japonsko  |
| CAF         | Mistrovství Afriky ve fotbale do 17 let žen 2010        | Nigérie Ghana Jihoafrická republika |
| CONCACAF    | Mistrovství ve fotbale zemí CONCACAF do 17 let žen 2010 | Kanada Mexiko                       |
| CONMEBOL    | Mistrovství Jižní Ameriky ve fotbale žen do 17 let 2010 | Brazílie Chile Venezuela            |
| OFC         | Mistrovství Oceánie ve fotbale žen do 17 let 2010       | Nový Zéland                         |
| UEFA        | Mistrovství Evropy ve fotbale žen do 17 let 2010        | Španělsko Irsko Německo             |
| Hostitel    | Hostitel                                                | Trinidad a Tobago                   |

## Základní skupiny

### Skupina A
| Tým               | Z | V | R | P | VG | IG | +/- | B |
| ----------------- | - | - | - | - | -- | -- | --- | - |
| Nigérie           | 3 | 3 | 0 | 0 | 10 | 3  | +7  | 9 |
| Severní Korea     | 3 | 2 | 0 | 1 | 6  | 3  | +3  | 6 |
| Trinidad a Tobago | 3 | 1 | 0 | 2 | 3  | 4  | -1  | 3 |
| Chile             | 3 | 0 | 0 | 3 | 1  | 10 | -9  | 0 |

| 5. září 2010 15:00 |        |               |                                                                                           |
| Nigérie            | 3:2    | Severní Korea | Hasely Crawford Stadium, Port of Spain diváci: 13 646 rozhodčí: Kirsi Heikkinen (Finland) |
|                    | Report |               | Hasely Crawford Stadium, Port of Spain diváci: 13 646 rozhodčí: Kirsi Heikkinen (Finland) |

| 5. září 2010 18:00 |        |       |                                                                                         |
| Trinidad a Tobago  | 2:1    | Chile | Hasely Crawford Stadium, Port of Spain diváci: 13 646 rozhodčí: Gyoengyi Gaal (Hungary) |
|                    | Report |       | Hasely Crawford Stadium, Port of Spain diváci: 13 646 rozhodčí: Gyoengyi Gaal (Hungary) |

| 8. září 2010 16:00 |        |       |                                                                                  |
| Severní Korea      | 3:0    | Chile | Manny Ramjohn Stadium, Marabella diváci: 10 000 rozhodčí: Finau Vulivuli (Fidži) |
|                    | Report |       | Manny Ramjohn Stadium, Marabella diváci: 10 000 rozhodčí: Finau Vulivuli (Fidži) |

| 8. září 2010 19:00 |        |         |                                                                                  |
| Trinidad a Tobago  | 1:2    | Nigérie | Manny Ramjohn Stadium, Marabella diváci: 10 000 rozhodčí: Tanja Schett (Austria) |
|                    | Report |         | Manny Ramjohn Stadium, Marabella diváci: 10 000 rozhodčí: Tanja Schett (Austria) |

| 12. září 2010 18:00 |        |                   |                                                                         |
| Severní Korea       | 1:0    | Trinidad a Tobago | Ato Boldon Stadium, Couva diváci: 8 000 rozhodčí: Thalia Mitsi (Greece) |
|                     | Report |                   | Ato Boldon Stadium, Couva diváci: 8 000 rozhodčí: Thalia Mitsi (Greece) |

| 12. září 2010 18:00 |        |         |                                                                          |
| Chile               | 0:5    | Nigérie | Larry Gomes Stadium, Arima diváci: 2 335 rozhodčí: Michelle Pye (Canada) |
|                     | Report |         | Larry Gomes Stadium, Arima diváci: 2 335 rozhodčí: Michelle Pye (Canada) |

### Skupina B
| Tým                   | Z | V | R | P | VG | IG | +/- | B |
| --------------------- | - | - | - | - | -- | -- | --- | - |
| Německo               | 3 | 3 | 0 | 0 | 22 | 1  | +21 | 9 |
| Jižní Korea           | 3 | 2 | 0 | 1 | 7  | 5  | +2  | 6 |
| Mexiko                | 3 | 1 | 0 | 2 | 5  | 13 | -8  | 3 |
| Jihoafrická republika | 3 | 0 | 0 | 3 | 2  | 17 | -15 | 0 |

| 5. září 2010 16:00 |        |        |                                                                                     |
| Německo            | 9:0    | Mexiko | Dwight Yorke Stadium, Scarborough diváci: 2 961 rozhodčí: Sachiko Yamagishi (Japan) |
|                    | Report |        | Dwight Yorke Stadium, Scarborough diváci: 2 961 rozhodčí: Sachiko Yamagishi (Japan) |

| 5. září 2010 19:00    |        |             |                                                                                  |
| Jihoafrická republika | 1:3    | Jižní Korea | Dwight Yorke Stadium, Scarborough diváci: 2 961 rozhodčí: Tanja Schett (Austria) |
|                       | Report |             | Dwight Yorke Stadium, Scarborough diváci: 2 961 rozhodčí: Tanja Schett (Austria) |

| 8. září 2010 16:00 |        |                       |                                                                                 |
| Německo            | 10:1   | Jihoafrická republika | Dwight Yorke Stadium, Scarborough diváci: 1 830 rozhodčí: Michelle Pye (Canada) |
|                    | Report |                       | Dwight Yorke Stadium, Scarborough diváci: 1 830 rozhodčí: Michelle Pye (Canada) |

| 8. září 2010 19:00 |        |        |                                                                                      |
| Jižní Korea        | 4:1    | Mexiko | Dwight Yorke Stadium, Scarborough diváci: 1 830 rozhodčí: Estela Alvarez (Argentina) |
|                    | Report |        | Dwight Yorke Stadium, Scarborough diváci: 1 830 rozhodčí: Estela Alvarez (Argentina) |

| 12. září 2010 15:00 |        |         |                                                                                         |
| Jižní Korea         | 0:3    | Německo | Larry Gomes Stadium, Arima diváci: 2 335 rozhodčí: Shane de Silva (Trinidad and Tobago) |
|                     | Report |         | Larry Gomes Stadium, Arima diváci: 2 335 rozhodčí: Shane de Silva (Trinidad and Tobago) |

| 12. září 2010 15:00 |        |                       |                                                                                |
| Mexiko              | 4:0    | Jihoafrická republika | Ato Boldon Stadium, Couva diváci: 8 500 rozhodčí: Esther Staubli (Switzerland) |
|                     | Report |                       | Ato Boldon Stadium, Couva diváci: 8 500 rozhodčí: Esther Staubli (Switzerland) |

### Skupina C
| Tým         | Z | V | R | P | VG | IG | +/- | B |
| ----------- | - | - | - | - | -- | -- | --- | - |
| Španělsko   | 3 | 3 | 0 | 0 | 9  | 3  | +6  | 9 |
| Japonsko    | 3 | 2 | 0 | 1 | 13 | 4  | +9  | 6 |
| Venezuela   | 3 | 1 | 0 | 2 | 3  | 9  | −6  | 3 |
| Nový Zéland | 3 | 0 | 0 | 3 | 2  | 11 | −9  | 0 |

| 6. září 2010 16:00 |        |          |                                                                               |
| Španělsko          | 4:1    | Japonsko | Ato Boldon Stadium, Couva diváci: 1 364 rozhodčí: Quetzalli Alvarado (Mexico) |
|                    | Report |          | Ato Boldon Stadium, Couva diváci: 1 364 rozhodčí: Quetzalli Alvarado (Mexico) |

| 6. září 2010 19:00 |        |           |                                                                         |
| Nový Zéland        | 1:2    | Venezuela | Ato Boldon Stadium, Couva diváci: 1 364 rozhodčí: Thalia Mitsi (Greece) |
|                    | Report |           | Ato Boldon Stadium, Couva diváci: 1 364 rozhodčí: Thalia Mitsi (Greece) |

| 9. září 2010 16:00 |        |           |                                                                                |
| Nový Zéland        | 1:3    | Španělsko | Ato Boldon Stadium, Couva diváci: 1 785 rozhodčí: Cha Sung Mi (Korea Republic) |
|                    | Report |           | Ato Boldon Stadium, Couva diváci: 1 785 rozhodčí: Cha Sung Mi (Korea Republic) |

| 9. září 2010 19:00 |        |           |                                                                               |
| Japonsko           | 6:0    | Venezuela | Ato Boldon Stadium, Couva diváci: 1 758 rozhodčí: Quetzalli Alvarado (Mexico) |
|                    | Report |           | Ato Boldon Stadium, Couva diváci: 1 758 rozhodčí: Quetzalli Alvarado (Mexico) |

| 13. září 2010 16:00 |        |             |                                                                                     |
| Japonsko            | 6:0    | Nový Zéland | Dwight Yorke Stadium, Scarborough diváci: 2 140 rozhodčí: Kirsi Heikkinen (Finland) |
|                     | Report |             | Dwight Yorke Stadium, Scarborough diváci: 2 140 rozhodčí: Kirsi Heikkinen (Finland) |

| 13. září 2010 16:00 |        |           |                                                                                 |
| Venezuela           | 1:2    | Španělsko | Manny Ramjohn Stadium, Marabella diváci: 2 579 rozhodčí: Therese Sagno (Guinea) |
|                     | Report |           | Manny Ramjohn Stadium, Marabella diváci: 2 579 rozhodčí: Therese Sagno (Guinea) |

### Skupina D
| Tým      | Z | V | R | P | VG | IG | +/- | B |
| -------- | - | - | - | - | -- | -- | --- | - |
| Irsko    | 3 | 2 | 0 | 1 | 5  | 2  | +3  | 6 |
| Brazílie | 3 | 2 | 0 | 1 | 4  | 2  | +2  | 6 |
| Kanada   | 3 | 1 | 0 | 2 | 1  | 3  | −2  | 3 |
| Ghana    | 3 | 1 | 0 | 2 | 1  | 4  | −3  | 3 |

| 6. září 2010 16:00 |        |          |                                                                        |
| Irsko              | 1:2    | Brazílie | Larry Gomes Stadium, Arima diváci: 1 881 rozhodčí: Wang Jia (China PR) |
|                    | Report |          | Larry Gomes Stadium, Arima diváci: 1 881 rozhodčí: Wang Jia (China PR) |

| 6. září 2010 19:00 |        |       |                                                                                 |
| Kanada             | 1:0    | Ghana | Larry Gomes Stadium, Arima diváci: 1 881 rozhodčí: Sung Mi Cha (Korea Republic) |
|                    | Report |       | Larry Gomes Stadium, Arima diváci: 1 881 rozhodčí: Sung Mi Cha (Korea Republic) |

| 9. září 2010 16:00 |        |        |                                                                              |
| Irsko              | 1:0    | Kanada | Larry Gomes Stadium, Arima diváci: 2 293 rozhodčí: Sachiko Yamagishi (Japan) |
|                    | Report |        | Larry Gomes Stadium, Arima diváci: 2 293 rozhodčí: Sachiko Yamagishi (Japan) |

| 9. září 2010 19:00 |        |          |                                                                                 |
| Ghana              | 1:0    | Brazílie | Larry Gomes Stadium, Arima diváci: 2 293 rozhodčí: Esther Staubli (Switzerland) |
|                    | Report |          | Larry Gomes Stadium, Arima diváci: 2 293 rozhodčí: Esther Staubli (Switzerland) |

| 13. září 2010 19:00 |        |       |                                                                                      |
| Ghana               | 0:3    | Irsko | Dwight Yorke Stadium, Scarborough diváci: 2 140 rozhodčí: Estela Alvarez (Argentina) |
|                     | Report |       | Dwight Yorke Stadium, Scarborough diváci: 2 140 rozhodčí: Estela Alvarez (Argentina) |

| 13. září 2010 19:00 |        |        |                                                                                  |
| Brazílie            | 2:0    | Kanada | Manny Ramjohn Stadium, Marabella diváci: 2 579 rozhodčí: Gyoengyi Gaal (Hungary) |
|                     | Report |        | Manny Ramjohn Stadium, Marabella diváci: 2 579 rozhodčí: Gyoengyi Gaal (Hungary) |

## Play off

### Čtvrtfinále
| 16. září 2010 16:00 |              |             |                                                                  |
| Nigérie             | 5:6 (prodl.) | Jižní Korea | Manny Ramjohn Stadium, Marabella rozhodčí: Thalia Mitsi (Greece) |
|                     | Report       |             | Manny Ramjohn Stadium, Marabella rozhodčí: Thalia Mitsi (Greece) |

| 16. září 2010 19:00 |        |               |                                                                                      |
| Německo             | 0:1    | Severní Korea | Manny Ramjohn Stadium, Marabella diváci: 4 034 rozhodčí: Quetzalli Alvarado (Mexico) |
|                     | Report |               | Manny Ramjohn Stadium, Marabella diváci: 4 034 rozhodčí: Quetzalli Alvarado (Mexico) |

| 17. září 2010 16:00 |        |          |                                                                             |
| Španělsko           | 2:1    | Brazílie | Ato Boldon Stadium, Couva diváci: 1 265 rozhodčí: Sachiko Yamagishi (Japan) |
|                     | Report |          | Ato Boldon Stadium, Couva diváci: 1 265 rozhodčí: Sachiko Yamagishi (Japan) |

| 17. září 2010 19:00 |        |          |                                                                          |
| Irsko               | 1:2    | Japonsko | Larry Gomes Stadium, Arima diváci: 1 427 rozhodčí: Michelle Pye (Canada) |
|                     | Report |          | Larry Gomes Stadium, Arima diváci: 1 427 rozhodčí: Michelle Pye (Canada) |

### Semifinále
| 21. září 2010 16:00 |        |           |                                                                         |
| Jižní Korea         | 2:1    | Španělsko | Ato Boldon Stadium, Couva diváci: 3 428 rozhodčí: Michelle Pye (Canada) |
|                     | Report |           | Ato Boldon Stadium, Couva diváci: 3 428 rozhodčí: Michelle Pye (Canada) |

| 21. září 2010 19:00 |        |          |                                                                           |
| Severní Korea       | 1:2    | Japonsko | Ato Boldon Stadium, Couva diváci: 3 428 rozhodčí: Gyoengyi Gaal (Hungary) |
|                     | Report |          | Ato Boldon Stadium, Couva diváci: 3 428 rozhodčí: Gyoengyi Gaal (Hungary) |

### O 3. místo
| 25. září 2010 15:00 |        |               |                                                                                             |
| Španělsko           | 1:0    | Severní Korea | Hasely Crawford Stadium, Port Of Spain diváci: 12 983 rozhodčí: Quetzalli Alvarado (Mexico) |
|                     | Report |               | Hasely Crawford Stadium, Port Of Spain diváci: 12 983 rozhodčí: Quetzalli Alvarado (Mexico) |

### Finále
| 25. září 2010 18:00 |                         |          |                                                                                           |
| Jižní Korea         | 3:3 (prodl.) 5:4 (pen.) | Japonsko | Hasely Crawford Stadium, Port Of Spain diváci: 12 983 rozhodčí: Kirsi Heikkinen (Finland) |
|                     | (Report)                |          | Hasely Crawford Stadium, Port Of Spain diváci: 12 983 rozhodčí: Kirsi Heikkinen (Finland) |